# نوفرگشت‌گرایی
نوفرگشت‌گرایی (به انگلیسی: Neoevolutionism)، به عنوان یک نظریه اجتماعی تلاش می‌کند تا فرگشت جوامع را با استناد به نظریه فرشگت چارلز داروین توضیح دهد و در عین حال برخی از جزم‌های نظریه‌های پیشین فرگشت‌گرایی اجتماعی را کنار بگذارد. نوفرگشت‌گرایی به درازمدت، جهت‌دار، دگرگونی اجتماعی فرگشتی و با الگوهای منظم گسترش می‌یابد که ممکن است در فرهنگ‌های نامرتبط و کاملاً جدا از هم دیده شود.
نوفرگشت‌گرایی جامعه‌شناختی در دهه ۱۹۳۰ ظهور کرد. در دوره پس از جنگ جهانی دوم به‌طور گسترده گسترش یافت - و گنجانده شد، به انسان‌شناسی و همچنین جامعه‌شناسی در دهه ۱۹۶۰ است.
نظریه‌های نوفرگشتی مبتنی بر شواهد تجربی از زمینه‌هایی مانند باستان‌شناسی، دیرین‌شناسی و تاریخ‌نگاری هستند. طرفداران می‌گویند که نوفرگشت‌گرایی عینی و صرفاً توصیفی است و هرگونه ارجاع به نظام ارزشی اخلاقی یا فرهنگی را حذف می‌کند.